# Dieter Gutknecht (Musikwissenschaftler)
Dieter Gutknecht (* 1942) ist ein deutscher Musikwissenschaftler und ehemaliger Universitätsmusikdirektor.

## Leben
Gutknecht begann zuerst sein Studium für Schulmusik mit den Schwerpunkten Aufführungspraxis Alter Musik, Violine und Dirigieren an der Staatlichen Hochschule für Musik Köln. Währenddessen studierte er Musikwissenschaft, Germanistik und Philosophie in Köln und Wien. Sein Staatsexamen absolvierte er im Jahr 1968 und seine Promotion im Jahr 1971. Sein Forschungsthema war Untersuchungen zur Melodik des Hugenottenpsalters, wobei er dabei den Computer verwendete. Im Jahr 1992 habilitierte Gutknecht mit Studien zur Geschichte der Aufführungspraxis Alter Musik (1993, 1997).
Dieter Gutknecht war Universitätsmusikdirektor der Universität zu Köln. Gleichzeitig lehrte er als Dozent am Musikwissenschaftlichen Institut der Kölner Universität von 1970 bis zur Pensionierung 2008.
Gutknecht veröffentlichte zahlreiche Artikel zu den Themen Aufführungspraxis, Verzierungen sowie Personenartikel in Die Musik in Geschichte und Gegenwart (MGG), zur Aufführungspraxis Alter Musik, zum Werk Karlheinz Stockhausens, Morton Feldmans, Sofia Asgatowna Gubaidulinas, zur Musik der Gegenwart und zum Verhältnis von Musik und Kunst/Architektur.
Er hatte Dirigate in Frankreich, Holland und Polen inne, wobei er sich auf die großen Oratorien Johann Sebastian Bachs und Georg Friedrich Händels konzentrierte.

## Schriften (Auswahl)
- Untersuchungen zur Melodik des Hugenottenpsalters. Bosse: Regensburg 1972.
- Studien zur Geschichte der Aufführungspraxis Alter Musik. Ein Überblick vom Beginn des 19. Jahrhunderts bis zum Zweiten Weltkrieg. 2. Auflage. Schott, Mainz 1997 (Volltext, urn:nbn:de:101:1-201509242576).
- Musik als Bild: allegorische ‚Verbildlichungen‘ im 17. Jahrhundert. Rombach: Freiburg im Breisgau 2003.